# Presència de mercuri en els peixos
Els peixos i bivalves tenen mercuri a l'organisme, sovint com metilmercuri, un compost orgànic del mercuri que és altament tòxic. Les investigacions realitzades han permès de determinar que els productes marins poden contenir concentracions diverses de metalls pesants, particularment mercuri i contaminants solubles en greixos provinents de la contaminació de l'aigua. Les espècies de peixos que són longeves i que ocupen un sitial elevat en la xarxa tròfica contenen concentracions de mercuri més elevades que altres espècies. La presència de mercuri en els peixos pot tenir repercussions sobre la salut dels éssers humans, especialment en dones embarassades, mares que encara alleten i nadons. Algunes espècies de peixos atreuen especialment l'atenció quant a la contaminació per mercuri:
- Verat[1]
- Truita de riu
- Istiofòrids
- Lluç de riu
- Tauró[1]
- Xiphias gladius[1]
- Tonyina

## Biomagnificació
El mercuri i el metilmercuri són presents en petites concentracions a l'aigua de mar. Tanmateix, el mercuri és absorbit sovint com metilmercuri per algues en el començament de la xarxa tròfica. Aquestes algues són consumides per peixos i altres organismes pertanyents a un graó superior de la xarxa. Els peixos absorbeixen completament el metilmercuri, però l'eliminen en quantitats molt petites. El metilmercuri no és soluble i, per tant, no és apte per excretar-lo, això fa que s'acumuli, principalment a les vísceres tot i que també al teixit muscular de l'animal. Aquest fenomen dona lloc a una bioacumulació de mercuri al teixit adipós en els organismes de nivells tròfics superiors: zooplàncton, petits nèctons, peixos grans, etc. Qualsevol organisme que consumeixi aquests peixos en la xarxa tròfica també consumeix la més alta concentració de mercuri que el peix hagi acumulat. Això explica per què depredadors com emperadors i taurons o rapinyaires com les àguiles tenen concentracions de mercuri en llur organisme més gran que el valor que resultaria de considerar només l'exposició directa. Espècies dels nivells superiors de la xarxa tròfica poden acumular concentracions de mercuri deu vegades més gran que les de l'organisme que consumeixen. Aquest procés s'anomena biomagnificació. Per exemple, els arengs contenen concentracions de mercuri properes a 0,01 ppm mentre que un tauró blanc en conté de més d'1 ppm.